# Tempestade tropical Fred (2021)
A tempestade tropical Fred foi uma forte tempestade tropical que em agosto de 2021 afetou grande parte das Grandes Antilhas e do sudeste dos Estados Unidos. A sexta depressão tropical e a sexta tempestade tropical da temporada de furacões no oceano Atlântico de 2021, Fred teve origem em 4 de agosto de uma onda tropical observada pela primeira vez pelo Centro Nacional de Furacões. À medida que a onda se deslocava para oeste, os avisos foram iniciados sobre a onda como um ciclone tropical potencial em 9 de agosto, quando ela se aproximava das Ilhas norte das Pequenas Antilhas. Entrando no Mar do Caribe Oriental após uma passagem próxima à Dominica no dia seguinte, o ciclone tropical em potencial continuou para noroeste. Em 11 de agosto, a perturbação havia se formado na tempestade tropical Fred ao sul de Porto Rico, pouco antes de atingir a República Dominicana na ilha de São Domingos no final daquele dia. A tempestade enfraqueceu para uma depressão tropical sobre a ilha altamente montanhosa, antes de emergir ao norte da Passagem de Barlavento em 12 de agosto. A depressão tropical desorganizada voltou-se para o oeste e fez uma segunda chegada a terra (landfall) no norte de Cuba em 13 de agosto. Depois de ter a sua circulação continuamente interrompida pela interação terrestre e cisalhamento do vento, a tempestade degenerou em uma onda tropical ao virar para o norte perto da ponta oeste de Cuba no dia seguinte. Continuando para o norte, os restos de Fred rapidamente se reorganizaram no Golfo do México, regenerando-se em uma tempestade tropical em 15 de agosto. Fred continuou em direção ao Panhandle da Flórida e rapidamente se intensificou para uma forte tempestade tropical com ventos de 105 km/h (65 mph) antes de atingir o continente no final de 16 de agosto e mover-se para o estado da Geórgia.

## História meteorológica
Em 4 de agosto às 12:00 UTC, o National Hurricane Center (NHC) notou uma onda tropical que se formou no Atlântico central. Inicialmente considerada improvável de se desenvolver, as chances de desenvolvimento da onda aumentaram em 8 de agosto, quando ela se aproximou das Ilhas Sotavento. Como a atividade da tempestade começou a se consolidar, a perturbação passou a receber a designação de Ciclone Tropical Potencial Seis conforme se aproximava das Ilhas Sotavento em 9 de agosto às 21:00 UTC, a classificação "ciclone tropical potencial" usada pelo NHC indicando uma tempestade ainda não é um ciclone tropical, mas uma ameaça terrestre que exige a emissão de previsões. O distúrbio passou logo ao sul de Dominica, ou 90 km ao sul de Guadalupe no início de 10 de agosto, entrando no nordeste do Mar do Caribe por volta das 09:00 UTC desse dia. Apesar de ter uma aparência bem organizada nas imagens de satélite, lembrando um ciclone na intensidade de uma tempestade tropical, as observações de superfície e os dados de uma aeronave Caçadores de Furacões da NOAA levada para a perturbação no início do dia confirmaram que a tempestade ainda não havia adquirido uma circulação fechada bem definida. Passando ao sul das Ilhas Virgens, imagens de radar continuaram a afirmar que a perturbação ainda não havia se formado em um ciclone tropical com múltiplas áreas de rotação sendo evidentes e não se assemelhando a uma circulação bem definida. No entanto, em 11 de agosto às 03:00 UTC, após mais um voo de reconhecimento de caçadores de furacões sobre o distúrbio, os dados confirmaram que estava definido o suficiente para ser denominado tempestade tropical Fred a 70 km ao sul de Ponce, Porto Rico.

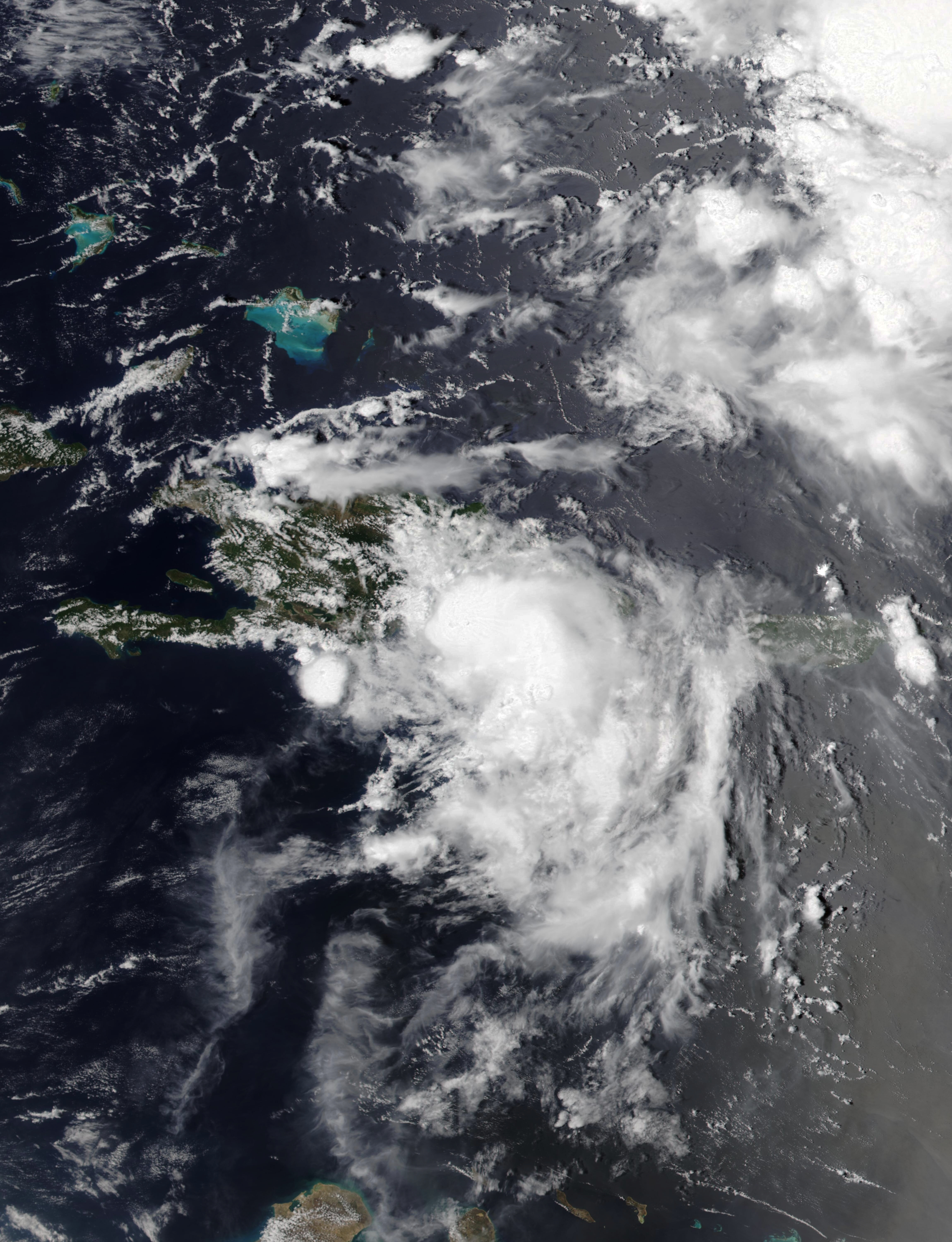
Tempestade tropical Fred atingindo a costa da República Dominicana em 11 de agosto

A circulação de Fred continuou a ficar mais bem definida à medida que os dados da aeronave de reconhecimento confirmaram que a tempestade havia se intensificado ligeiramente com ventos de 72 km/h (45 mph). Pouco depois, Fred atingiu a costa a oeste de Santo Domingo, na República Dominicana, por volta das 18:00 UTC daquele dia. A circulação de Fred foi rapidamente interrompida pelo terreno montanhoso da Ilha de São Domingos, enfraquecendo para uma depressão tropical sobre a parte central da ilha no início de 12 de agosto. Depois de emergir de volta sobre as águas ao norte da Passagem de Barlavento às 09:00 UTC, Fred perdeu a maioria de sua atividade de tempestade sobre o centro que se tornou amplo e mal definido, agravado ainda mais por 20 nós de cisalhamento de vento oeste infligido por um vale de nível superior perto da Flórida. Enquanto Fred se movia lentamente para oeste-noroeste, as condições desfavoráveis continuadas levaram Fred lutando para se reorganizar, com seus centros de nível médio e baixo sendo deslocados cerca de 50 milhas (80 km) entre si de acordo com os dados da aeronave de reconhecimento. Fred virou quase totalmente para o oeste e seu centro de baixo nível mudou-se para o interior sobre o norte de Cuba por volta das 18:00 UTC de 14 de agosto. Movendo-se um pouco mais a oeste do que o previsto, a interação contínua da terra com Cuba e o cisalhamento do vento fizeram com que Fred degenerasse em uma onda tropical às 15:00 UTC de 14 de agosto, embora os alertas continuassem devido a uma potencial ameaça sobre a Flórida e a possibilidade de regeneração.
Os remanescentes de Fred seguiram para o norte, no Golfo do México, e começaram a reorganizar-se, atingindo ventos fortes e uma banda organizada de trovoadas a leste de seu eixo central. Além disso, dados de reconhecimento de caçadores de furacões confirmaram que os remanescentes desenvolveram uma circulação organizada e que Fred se regenerou em uma tempestade tropical às 12h40 UTC de 15 de agosto. Um ciclone tropical assimétrico, a maioria dos ventos mais fortes foi deslocada para o leste do centro parcialmente exposto conforme a tempestade aumentou de força mais uma vez. Fred continuou se intensificando em um ambiente marginalmente favorável com temperaturas de 30 ° C (86 ° F) da superfície do mar e uma atmosfera relativamente humida, com rajadas de convecção formando um pequeno nublado central denso sobre o centro, que era ligeiramente mais a leste do que mostrado como confirmado por aeronaves de reconhecimento. Fred atingiu o seu pico de intensidade como uma forte tempestade tropical com ventos de 105 km/h (65 mph) às 18:00 UTC de 16 de agosto, pouco antes de fazer atingir terra (landfall) algumas milhas a sudeste de Mexico Beach, perto de Cabo San Blas, Flórida, com uma intensidade semelhante, cerca de uma hora depois às 19:15 UTC. Fred enfraqueceu rapidamente logo após atingir terra, enfraquecendo para uma depressão tropical sobre a Geórgia às 09:00 UTC do dia seguinte.

## Preparações e impacto

### Pequenas Antilhas
Em Guadalupe, a Météo-France emitiu alertas amarelos de vento quando a perturbação precursora de Fred se aproximou do país insular. A Martinica também recebeu o mesmo alerta e relatou ventos fortes e chuvas quando a onda passou ao norte da ilha.

Ciclone tropical potencial Seis aproximando-se de Porto Rico em 10 de agosto.

Alertas de tempestade tropical também foram emitidos em Dominica e Barbados e nas ilhas mencionadas anteriormente com a designação de Ciclone Tropical Potencial Seis.

### Grandes Antilhas

#### Porto Rico
Com a designação de Ciclone Tropical Potencial Seis movendo-se em direção a Porto Rico, avisos de tempestade tropical foram emitidos em 9 de agosto. No dia seguinte, após a formação de Fred, as bandas externas da tempestade produziram chuvas fortes e breves, mas intensas rajadas que causaram falhas na energia para mais de 13.000 pessoas em partes da ilha. O governador Pedro Pierluisi observou que alguns postos de gasolina fecharam porque uma grande quantidade de pessoas veio para abastecer antes da tempestade. Também foram abertos oito abrigos de tempestade, embora apenas sete pessoas tenham procurado refúgio. Uma rajada de vento foi de 55 km/h (34 mph) foi registada em Lajas.

#### São Domingos
Na República Dominicana, avisos de tempestade tropical foram emitidos quando Fred se aproximou da ilha em 10 de agosto. Ao desembarcar perto de Santo Domingo, 400.000 pessoas perderam a energia em todo o país. Os rios inundados, causando o fechamento do sistema de aquedutos do país, fizeram com que mais de 500.000 pessoas perdessem o acesso à água. Em Santo Domingo, 1.700 pessoas foram evacuadas e pelo menos 100 casas foram danificadas. Mais de 47 comunidades foram isoladas e 4.025 pessoas foram deslocadas pelas enchentes causadas pela tempestade, enquanto 805 casas no total foram danificadas em todo o país; pelo menos 5 foram totalmente destruídos. 47 voos foram cancelados ou atrasados no Aeroporto Internacional Las Américas e no Aeroporto Internacional La Isabela. A mídia social relatou o fechamento de ruas e o desabamento de uma ponte em Santo Domingo.
No Haiti, a Unidade de Proteção Civil emitiu um nível amarelo de vigilância (risco de impacto de intensidade baixa a moderada) enquanto Fred cruzava para o país. A Diretoria de Proteção Civil lembrou aos civis que sejam cautelosos com enchentes e deslizamentos de terra.

### Sudeste dos Estados Unidos

#### Flórida

A tempestade tropical Fred atingindo a costa do Cabo San Blas, na Flórida

Em 15 de agosto, alertas de tempestade tropical foram emitidos para a maior parte do Panhandle da Flórida, enquanto os restos de Fred se dirigiam para o norte. À medida que Fred se regenerava e se aproximava do estado, os alertas anteriores foram atualizados para avisos de tempestade tropical. Funcionários do condado de Franklin emitiram uma ordem de evacuação voluntária no mesmo dia. Funcionários do condado de Bay alertaram os residentes para se prepararem para as inundações.
Após atingir terra (landfall), mais de 36.000 pessoas na Flórida perderam a eletricidade. As escolas nos condados de Bay, Okaloosa e Santa Rosa foram fechadas. 7 polegadas (178 mm) de chuva caiu na Cidade do Panamá em 24 horas, enquanto 9 polegadas (229 mm) supostamente caíram em Southport, onde sérias enchentes eram evidentes. A maioria das inundações graves ocorreu na Carolina do Norte antes de a tempestade se mover mais para o norte. Vários resgates de água foram realizados em toda a Cidade do Panamá, onde muitos foram resgatados de suas casas inundadas, sem relatos de feridos. Também em Panana City, um cabo elétrico caiu em cima de um carro com um homem lá dentro, prendendo o homem até que ele foi resgatado e hospitalizado com um pescoço partido. O presidente dos EUA, Joe Biden, aprovou a emissão de um estado de emergência para 23 condados do estado logo após a chegada a terra. Fred trouxe uma tempestade que inundou a Ilha de St. George, Cabo San Blas e Port St. Joe, enquanto a estrada para Indian Pass foi bloqueada após ser coberta com mais de 5 pés de água A ponte para a Ilha de St. George foi fechada logo depois que rajadas de vento com força de furacão ou quase atingiram a ilha. Um homem no Condado de Bay morreu após fazer aquaplanagem em uma estrada inundada e cair em uma vala.

#### Georgia

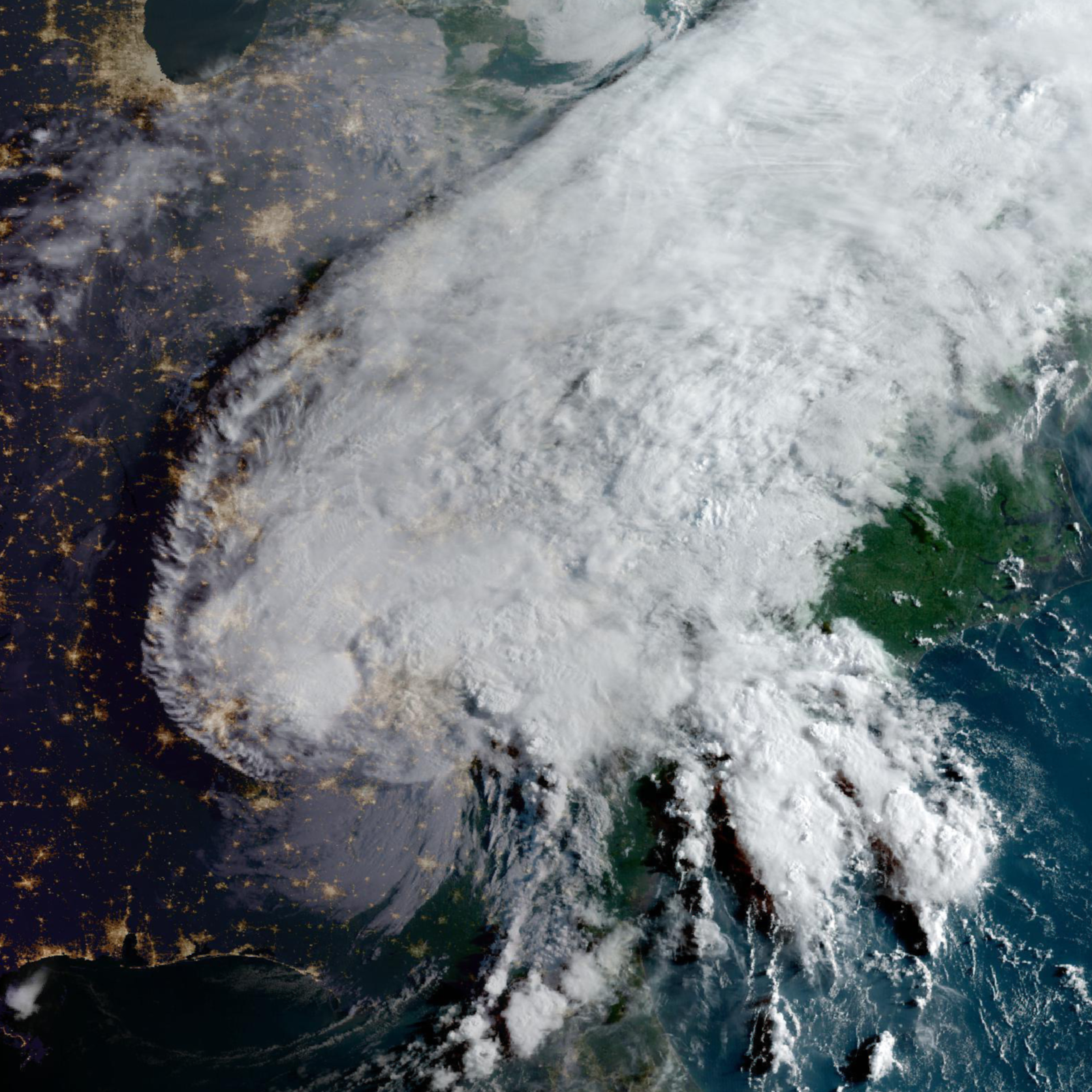
Depressão tropical Fred na fronteira do Alabama com a Geórgia em 17 de agosto

Como Fred continuou a se mover para o interior, alertas de tornado foram emitidos pelo Serviço Meteorológico Nacional para grande parte da Geórgia, Carolina do Sul e Carolina do Norte. Houve 16 relatos de tornados nos três estados, enquanto pelo menos seis deles foram observados na Geórgia, incluindo, mas não se limitando a, um tornado EF1 que atingiu Americus e danificou pelo menos 100 casas e um complexo de apartamentos. Um tornado não confirmado atingiu Jeffersonville e arrancou o telhado de um depósito de artigos desportivos, enquanto um tornado EF1 também destruiu uma casa móvel em Banks County, a nordeste de Atlanta. Um estábulo de cavalos em Homer foi destruído pelo mesmo tornado, com os cavalos sendo resgatados. A região metropolitana de Atlanta recebeu cerca de 2 polegadas (50,8 mm) de chuva em horas. Uma grande árvore foi arrancada e caiu no topo de uma casa e atingiu um tubo de gás em Atlanta, fazendo com que as equipas da Georgia Power, da Atlanta Gas Light e dos bombeiros corressem para o local. Atlanta registou quase 7,6 centímetros de chuva durante a noite, uma quantidade recorde de chuvas em meados de agosto. Grandes enchentes atingiram áreas ao longo da Interestadual 85 na Geórgia.

#### Carolina do Norte e Carolina do Sul
Cerca de 39.200 clientes da Duke Energy nas Carolinas ficaram sem eletricidade quando as árvores em todo o estado foram derrubadas enquanto Fred se movia para o norte. Fred causou enchentes recordes em algumas partes do oeste da Carolina do Norte, com Asheville recebendo mais de 10 polegadas (254 mm) de chuva em um período de 48 horas, levando à emissão de uma emergência de inundação repentina. Os moradores da cidade vizinha de Swannanoa foram solicitados a se abrigar no local devido à enchente repentina. Entre as áreas mais atingidas, algumas casas foram completamente destruídas e várias estradas e pontes foram destruídas. Estima-se que os níveis de água do rio aumentaram de 3 a 7 pés (0,9 a 2,1 m) acima do normal. Deslizamentos de terra bloquearam partes da Interestadual 40 no condado de Haywood, bem como outras estradas no oeste da Carolina do Norte. O radar meteorológico estimou que de 25 a 30 centímetros de chuva caíram sobre a área da Floresta Nacional de Pisgah; nas proximidades, em Cruso, 9,13 polegadas de chuva foram registados em 24 horas. O condado de Buncombe registou seu pior evento de chuva de dois dias em 50 anos, de 16 a 17 de agosto. O Gabinete de Gestão de Emergências da Carolina do Norte implantou equipas de resgate na água, enquanto os helicópteros da Guarda Nacional e da Patrulha Rodoviária começaram as buscas na mesma época. Mais de 200 equipas de busca e resgate foram de casa em casa procurando por sobreviventes ao longo do rio Pigeon. Várias casas foram arrancadas de suas fundações e destruídas, observou um xerife do Departamento de Polícia do Condado de Haywood. O rio Pigeon aumentou 19,6 pés (5,9 metros) do nível normal e sofreu as piores enchentes registadas, mais altas do que as causadas pelo furacão Ivan em 2004. A escola Central Haywood High School foi considerada inoperante após uma enchente, forçando os alunos a voltar ao ensino remoto. Em Cruso, Carolina do Norte, 6 pessoas morreram devido a graves inundações na região, e o último corpo do indivíduo desaparecido foi recuperado em 27 de agosto. De acordo com o presidente do Conselho de Comissários do Condado de Haywood, Kevin Ensley, a comunidade teve US$ 300 milhões em danos, com 225 estruturas destruídas. Em outras partes do condado de Haywood, houve danos significativos em estradas e pontes. No total, US$ 11 milhões em danos foram calculados no condado da Transilvânia.
Um tornado foi observado perto de Hiddenite - Stony Point, área da Carolina do Norte. Outro tornado foi relatado no condado de Iredell, Carolina do Norte, perto de Statesville. Uma nuvem em funil foi detetada perto de Drexel, Carolina do Norte, onde a energia elétrica foi interrompida na cidade vizinha de Valdese. Um tornado confirmado também atingiu o Lago Murray, na Carolina do Sul, derrubando linhas de energia e árvores. O governador Roy Cooper emitiu um estado de emergência para a Carolina do Norte em 18 de agosto.
Os restos de Fred geraram seis tornados na Pensilvânia. Um tornado EF1 pousou no Município de Tilden, no condado de Berks, por volta das 21h do dia 18 de agosto. Por volta das 12h30 do dia 19 de agosto, um tornado EF1 pousou de Souderton no condado de Montgomery até a área de Silverdale e Perkasie no condado de Bucks. Mais três tornados fracos pousaram em Nova Jérsia, Connecticute e Massachusetts.